# Великоцветна масница
Великоцветна масница (лат. Pinguicula grandiflora) вишегодишња је инсективорна биљка умереног појаса и припада породици мешинки. Великоцветна масница настањује пашњаке, влажне стене и планинска тресетишта.

## Опис
Великоцветне маснице имају зелене скоро овалне или јајасте листове на којима се налазе жлезде које луче ензиме за варење и егзополисахариде који служе за заробљавање инсеката.
Цветови су од 3 до 5 cm дуги, зигоморфни и поседују веома разноврсну палету боја. Углавном су плави, мало су светлији код Pinguicula grandiflora subsp. grandiflora f. pallida, или чак ружичасти код Pinguicula grandiflora subsp. rosea. Постоје популације са у потпуности белим цветовима у Ирској и Барежу на француским Пиринејима, а јединке су назване Pinguicula grandiflora subsp. grandiflora f. chionopetra.
Великоцветна масница је инсективорна биљка са тзв. полуактивним системом храњења: лист је прекривен лепљивим капљицама које служе за заробљавање инсеката, а затим се варе излученим соковима за варење.

## Станиште
Великоцветна масница је планинска биљка која настањије веома влажна станишта и тресетну подлогу, пашњаке и влажне стене високих планина.

## Распрострањење
Можемо је наћи на на планинским пашњацима француских Пиринеја, у Андори, Шпанији, Ирској, Швајцарској, Словенији и Италији. Постоји могућност да насељава поједина станишта на Фрушкој гори.